# Phylloptera contracta
Phylloptera contracta är en insektsart som beskrevs av Walker, F. 1869. Phylloptera contracta ingår i släktet Phylloptera och familjen vårtbitare. Inga underarter finns listade i Catalogue of Life.